# Bryantella
Genre
Bryantella est un genre d'araignées aranéomorphes de la famille des Salticidae.

## Distribution
Les espèces de ce genre se rencontrent en Amérique du Sud et au Panama.

## Liste des espèces
Selon World Spider Catalog (version 18.5, 23/09/2017) :
- Bryantella smaragda (Crane, 1945)
- Bryantella speciosa Chickering, 1946

## Étymologie
Ce genre est nommé en l'honneur d'Elizabeth Bangs Bryant.

## Publication originale
- Chickering, 1946 : The Salticidae of Panama. Bulletin of the Museum of. Comparative Zoology, vol. 97, p. 1-474 (texte intégral).